# Švicarski šahovski savez
Švicarski šahovski savez (fra. Fédération Suisse des Échecs, tal. Federazione Schacchistica Svizzera, nje. Schweizerischer Schachbund, ret. Federaziun Svizra da Schah), krovno tijelo športa šaha u Švicarskoj. Osnovan je 1889. godine i član je FIDE od 1924. godine. Sjedište je u Ittigenu kod Berna, Dom športova, Talgut-Zentrum 27. Član je nacionalnog olimpijskog odbora. Švicarska pripada europskoj zoni 1.2a. Predsjednik je Peter Wyss (ažurirano 26. listopada 2019.).

## Vanjske poveznice
- Službene stranice